# Angela Neumann
Angela Neumann (Berlijn, 28 februari 1960) is een Duitse actrice.
Angela volgde tussen 1983 en 1987 een acteeropleiding aan de acteerschool Fritz Kirchhoff in Berlijn. In Duitsland is ze vooral bekend door haar rol als Vera Richter in Gute Zeiten, schlechte Zeiten. Ze speelde de rol tussen mei 1992 en mei 1997. Na deze rol had ze verschillende gastrollen in series. Vaak wordt ze gecast voor de rol van moeder en heeft daar geen problemen mee. In het theater was Angela te zien bij onder andere Schauspielhaus Darmstadt, Schauspielhaus Stuttgart en Kammertheater Karlsruhe.

## Filmografie
- 1988: Hals über Kopf (kinderserie, Pilotfilm en aflevering 14 Cacaracca)
- 1992–1997: Gute Zeiten, schlechte Zeiten
- 1997: Die Schule
- 2001: Zwei Engel auf Streife
- 2002: Georg Ritter – Ohne Furcht und Tadel
- 2003: Verführung in sechs Gängen
- 2004: Typisch Mann!
- 2005: Willkommen daheim
- 2007: Ich leih’ mir eine Familie
- 2007: Was heißt hier Oma!

### Gastoptredens
- 1989: Großstadtrevier – Zielschuss Rot
- 1989: Spreepiraten – Bye, Bye, Mama
- 1991: Wie gut, daß es Maria gibt
- 1996: Im Namen des Gesetzes – Kreuzfeuer
- 1997: Parkhotel Stern – Quartett
- 1997: Alle zusammen – Jeder für sich
- 1998: Der Bulle von Tölz: Tod in Dessous
- 1998: Schloss Einstein
- 1998: Hinter Gittern – Der Frauenknast
- 1999: Der Bulle von Tölz: Ein Orden für den Mörder
- 2000: Mordkommission – Unter Strom
- 2001: Dr. Sommerfeld – Neues vom Bülowbogen – Ein Engel aus Stein
- 2002: Pengo! Steinzeit!
- 2004: Küstenwache – Unter Verdacht
- 2006: Die Wache – Schatten der Vergangenheit
- 2009: Alisa – Folge deinem Herzen
- 2011: Herzflimmern
- 2012: Klinik am Alex – Neue Wege